# Wladimir Nikolajewitsch Poljakow
Wladimir Poljakow (russisch Владимир Поляков, engl. Transkription Vladimir Polyakov; * 17. April 1960) ist ein ehemaliger sowjetischer Leichtathlet.
Bei den Halleneuropameisterschaften gewann der Stabhochspringer 1980 in Sindelfingen Silber und wurde 1981 in Grenoble Siebter. Am 26. Juni 1981 stellte er mit 5,81 m einen Weltrekord auf, und kurz danach holte er Silber bei der Universiade in Bukarest. Einer Silbermedaille bei den Europameisterschaften 1982 in Athen folgte Gold bei den Halleneuropameisterschaften 1983 in Budapest. Bei den Weltmeisterschaften 1983 in Helsinki wurde er Zehnter. 1981 wurde er sowjetischer Hallenmeister, 1983 sowjetischer Meister.

## Persönliche Bestleistungen
- Stabhochsprung: 5,81 m, 26. Juni 1981, Tiflis
  - Halle: 5,73 m, 12. Februar 1983, Moskau